# Операция «Стрекоза»
Операция «Стрекоза» (нем. Operation Libelle) — операция бундесвера по эвакуации граждан Германии и других государств из Тираны (Албания) в марте 1997 года. Это была первая операция после Второй мировой войны, в которой немецкие солдаты оказались вовлечены в активные боестолкновения и были вынуждены открыть огонь на поражение. В результате операции из Албании было эвакуировано 98 граждан 22 государств.

## Ситуация в Албании
После краха коммунистического режима в Албании к власти пришла Демократическая партия под руководством Сали Бериши. Крупнейшей оппозиционной партией была Социалистическая партия, правопреемник Албанской партии труда — единственной партии, существовавшей в Албании при коммунистическом режиме. Позиции Демократической партии были особенно сильны на севере Албании, среди католиков-гегерийцев, Социалистической партии — на юге страны, среди грекоправославных тосков.
Выборы 26 мая 1996 года привели к острейшему политическому кризису в стране. Им предшествовала реформа избирательной системы, проведённая 1 февраля парламентским большинством от Демократической партии. Было запрещено выдвижение кандидатов, замеченных в поддержке диктатуры Ходжи; шансы малых партий были сведены практически к нулю повышением требований к избирательным блокам (требуемая поддержка в 4 % умножалась на число партий, объединённых в блок); была проведена реформа избирательных округов c целью разделения оплотов оппозиции. Сами выборы прошли с большим количеством нарушений как в ходе подготовки, так и во время голосования и подсчёта голосов. Согласно объявленным лишь 21 июня 1996 года результатам, Демократическая партия набрала 55,53 % голосов и получила 86,5 % мест в парламенте (122 из 141). Малые партии отказались от любого сотрудничества и диалога с правящей Демократической партией, а её отношения с Социалистической партией приближались к стадии вооружённого конфликта.
Президент Бериша форсировал поляризацию албанского общества, пытаясь направить его против социалистов, однако все оппозиционные партии за исключением небольшой христианско-демократической партии объединились в «Форум за демократию», объявивший своей целью свержение Бериши в связи с фальсификацией парламентских выборов.
После того, как в январе-феврале 1997 года обанкротились шесть финансовых пирамид, привлёкших вклады около 300 000 албанцев, в приморском городе Влёра, где проживала большая часть пострадавших, начались спонтанные демонстрации мелких вкладчиков. 23 января правительство Мекси запретило финансовые пирамиды и конфисковало их вклады в албанских банках, насчитывавшие около 415 миллионов DM. Тем не менее, несмотря на объявление о том, что потери вкладчиков будут возмещены, выплат практически не происходило. Вместо них вкладчикам были предложены специальные купоны. В это же время стало известно, что Демократическая партия получала крупные пожертвования от организаторов пирамид. Всё это настроило пострадавшее население против Бериши.
По всей Албании прокатилась волна беспорядков. Их пиком стало начавшееся в конце февраля на юге страны «Лотерейное восстание». 2 марта правительство Албании объявило о введении на территории страны чрезвычайного положения, однако это не остановило беспорядки. Восставшие захватили армейские и полицейские склады оружия. В ходе столкновений погибло около 1 500 человек. В связи с расширением беспорядков 11 марта 1997 года МИД Германии потребовал от всех граждан Германии немедленно покинуть Албанию. На следующий день восстание дошло до Тираны. В городе начались грабежи, международный аэропорт прекратил свою работу. Свыше 100 человек укрылись от беспорядков в посольстве Германии.

## Ситуация в Германии

### Юридические основы применения силовых структур
Согласно Конституции Германии, бундесвер может применяться исключительно для защиты государства и не может использоваться на территории страны за исключением ситуаций, в которых армейские подразделения играют вспомогательную роль (например, при устранении последствий стихийных бедствий или промышленных катастроф). Единственным исключением из этого правила является использование армии, связанное с выполнением обязательств Германии в рамках международной системы коллективной безопасности.
Поскольку за время холодной войны ни одно из государств-членов НАТО ни разу не объявляло casus fœderis, бундесвер до середины 1990 года ограничивался исключительно участием в гуманитарных операциях, таких как организация воздушного моста во время путча Хуари Бумедьена в Алжире (1965 год), помощь в устранении последствий землетрясения в итальянском Фриули (1975) или доставка продовольствия голодающим жителям Эфиопии и Намибии в конце 1980-х.
После объединения Германии, в связи с изменившейся геополитической обстановкой, встал вопрос о допустимости участия вооружённых сил в миссиях по установлению и поддержанию мира за пределами территории НАТО. Этот вопрос вылился в широкую общественно-политическую дискуссию, известную как out-of-area debatte. В итоге бундестаг в 1990 году голосами правящих партий ХДС/ХСС и СвДП принял решение о допустимости таких миссий в случае, если они проводятся на основании мандата ООН. Оппозиционные СДПГ и «зелёные» были против этого решения. Позиция СДПГ по данному вопросу, однако, изменилась уже в 1992 году (в ходе т. н. Petersberger Wende), а «зелёных» — лишь в 1998 году, когда они вошли в состав правительства.
12 июня 1994 года Конституционный суд Германии в ходе рассмотрения иска депутатов от оппозиции против правительства Германии установил, что подобные миссии бундесвера не противоречат конституции, однако могут проводиться только с предварительного одобрения бундестага. В экстренных случаях, когда промедление чревато опасностью (нем. bei Gefahr im Verzug), правительство Германии имеет право принять решение о применении вооружённых сил без предварительного согласия законодателей, но обязано обратиться к парламенту в кратчайшие сроки, причём бундестаг может потребовать отозвать войска.
В отличие от армии, зона ответственности федеральной полиции Германии ограничена территорией государства. Использование полицейских сил за его пределами разрешается лишь в невоенных операциях и только при наличии соответствующего запроса от ООН либо региональных организаций и союзов для разрешения вопросов, относящихся к поддержанию международного мира и безопасности (согласно главе VIII устава ООН), а также от Европейского союза или Западноевропейского союза. Кроме того, подобное применение полицейских сил предусматривает обязательное согласие государства, на территории которого они будут использованы.

### Военно-политическая ситуация
В связи с тем, что долгое время основной задачей бундесвера было противостояние возможному нападению извне, после решения Конституционного суда Германии от 12 июня 1994 года потребовалось определённое время на создание подразделений, предназначенных для выполнения специальных операций за пределами страны. Подразделение специального назначения Kommando Spezialkräfte в период проведения операции ещё не существовало — первая группа из 20 военнослужащих, вошедших в него, закончила подготовку лишь в апреле 1997 года.
В составе федеральной полиции подобные подразделения имелись — в частности, в их число входило созданное после теракта на Мюнхенской Олимпиаде (1972) антитеррористическое подразделение GSG 9 и другие отряды специального назначения. Однако эти подразделения могли действовать за пределами Германии на тех же основаниях, что и обычные полицейские подразделения — в частности, только при согласии государства, на территории которого они будут использованы.

## Хронология операции

### 12 марта 1997 года
Посольство Германии в Тиране известило министерство иностранных дел о невозможности использования обычного транспорта для эвакуации людей, нашедших себе убежище на территории посольства. Посольство также сообщило, что ситуация в городе продолжает ухудшаться, а укрывшиеся люди находятся на пределе выносливости.

### 13 марта 1997 года
После консультаций с кабинетом министров канцлер Германии Гельмут Коль приказал бундесверу провести эвакуацию собственными силами.
Ближайшие к Тиране немецкие армейские подразделения, способные провести подобную операцию, входили в состав GECONSFOR(L) — немецкого контингента SFOR (сил НАТО по поддержанию мира) в Боснии и Герцеговине.
Вечером оперативный центр бундесвера в Бонне (FüZBw, нем. Führungszentrum der Bundeswehr) приказал командующему немецкими войсками на Балканском театре (NatBef i.E., нем. Nationaler Befehlshaber im Einsatzgebiet) в лагере Райловац на окраине Сараево провести 14 марта операцию по эвакуации гражданских лиц из Тираны.
В 20:45 министр обороны Германии Фолькер Рюэ принял решение о перебазировании фрегата F208 «Niedersachsen» к албанскому побережью в регион западнее города Дуррес на случай обострения ситуации.

### 14 марта 1997 года
Ночью с 13 на 14 марта шесть вертолётов CH-53G, были выведены из состава сил НАТО, переподчинены национальному командованию и начали подготовку к вылету в Дубровник (Хорватия) для переброски 89 военнослужащих под командованием начальника штаба GECONSFOR(L) полковника Хеннинга Главатца, в состав которых вошли технические специалисты, медики и группа огневой поддержки численностью 25 человек из десантного батальона, базировавшегося в Донауэшингене.
Военнослужащим были выданы автоматические винтовки HK G3, автоматы, ручные гранатомёты и гранаты. На борт были погружены несколько дневных рационов и запас воды. Кроме того, отряд получил 100 000 DM и 15 000 USD. Наличные деньги были разделены между экипажами всех шести вертолётов.
В 7:00 в боевую готовность были приведены три самолёта C-160 Transall на авиабазе Пенцинг (Германия) с экипажем (всего 24 человека, в том числе 6 санитаров). В 7:30 немецкие вертолёты вылетели из полевого лагеря Райловац в Дубровник. Последний вертолёт приземлился в Дубровнике в 9:20. Отсюда отряд наладил связь с вошедшим в албанские прибрежные воды неподалёку от Дурреса фрегатом «Niedersachsen». В 10:50 на базу прибыл военный атташе в Загребе подполковник Пер Шван (нем. Peer Schwan), который взял на себя все дальнейшие переговоры с хорватскими властями.
В 12:00 на базу из Бонна прибыл полковник, который до начала кризиса работал военным советником при правительстве Албании. Помимо карт местности, он владел информацией об обстановке в предполагаемом районе проведения операции. После консультаций с ним был составлен первоначальный план действий. Он предусматривал подлёт к месту эвакуации на территории посольства США со стороны Подгорицы тремя волнами по два вертолёта в каждой. После посадки предполагалось немедленно оцепить периметр и развернуть мобильный командный пункт. Эвакуацию нужно было провести максимально быстро, сведя к минимуму время пребывания вертолётов на земле. После эвакуации гражданских лиц мобильный командный пункт сворачивался, и весь отряд вылетал обратно в Подгорицу.
В 13:35 правительство Германии отдало приказ о начале активной фазы операции. В 13:50 немецкие вертолёты вылетели из Дубровника в Подгорицу. Одновременно в 14:00 туда же вылетели самолёты C-160 Transall.
Перелёт Дубровник — Подгорица занял около 26 минут. Вертолёты приземлились на газон между взлётно-посадочной полосой и рулёжными дорожками аэропорта, где к их приёму не были готовы. Представители немецкого посольства отсутствовали, да и сотрудники аэропорта получили лишь расплывчатое уведомление о прибытии немецкого отряда. Политическая ситуация не позволяла ожидать от югославских властей особой поддержки разворачивавшейся военной акции. Командующий операцией предложил оплатить топливо по кредитной карте, но в аэропорту отказались её принять. Тем не менее, дозаправку топливом, необходимую для дальнейшего проведения операции, всё же удалось организовать — делу помогли привезённые с собой наличные. Однако неготовность аэродромных служб и плохое состояние топливозаправщиков привели к тому, что дозаправка продлилась более получаса. В 15:02 вертолёты вылетели из Подгорицы в сторону Тираны.
Также в Тирану вылетел один из самолётов C-160 Transall. Во время операции он кружил над Тираной, выполняя, наряду с фрегатом «Niedersachsen», функции радиорелейной станции и обеспечивая связь между вертолётами, посольством Германии в Тиране и кризисным штабом в Бонне.
По первоначальному плану предусматривалась посадка вертолётов на территории посольства США под защитой морских пехотинцев и прикрытием боевых вертолётов «Apache». В 15:21 штаб в Дубровнике через один из самолётов C-160 Transall связался с вертолётной группой и сообщил, что американские вертолёты подверглись интенсивному обстрелу с земли (в том числе с использованием противотанковых ракет). В результате командование США сочло ситуацию слишком опасной и приняло решение о приостановлении эвакуации собственных граждан. Полковник Главатц приказал продолжить операцию.
Подойдя к цели на высоте около 1000 метров и резко снизившись, в 15:40 первый вертолёт приземлился на территории старого тиранского аэропорта Лапрак.
Высадившиеся военнослужащие оцепили периметр и начали эвакуацию. В это время по эвакуирующимся был открыт огонь из двух бронеавтомобилей. Одновременно начали обстрел повстанцы, находившиеся на краю взлётно-посадочной полосы. Немецкие военнослужащие открыли ответный огонь, вынудив бронеавтомобили отступить. В это время продолжалась посадка эвакуируемых в вертолёты. Пять вертолётов по очереди приземлялись в аэропорту, в то время как большой санитарный вертолёт кружил над местом операции, страхуя остальных на случай осложнения ситуации. При снижении один из вертолётов был обстрелян противотанковой ракетой, однако не получил серьёзных повреждений. В 16:09 последний вертолёт с солдатами охранения на борту покинул территорию аэропорта. В среднем каждый вертолёт находился на земле около двух минут.
В 18:20 вывезенные из Тираны граждане погрузились в Подгорице в два самолёта C-160 Transall и вылетели в аэропорт Кёльн/Бонн, куда прибыли в 22:30. Албанские граждане, попавшие в вертолёты, были отправлены на родину наземным путём.
В 19:42 последний из вертолётов, участвовавших в операции, приземлился на базе в Дубровнике. На следующий день они вернулись в Райловиц и перешли в подчинение командованию SFOR.

## Эвакуированные граждане
В результате операции из Тираны были эвакуированы 98 граждан 22 государств:
| Государство          | Граждан |
| -------------------- | ------- |
| Германия             | 21      |
| Венгрия              | 14      |
| Япония               | 13      |
| Австрия              | 11      |
| Чехия                | 5       |
| Дания                | 3       |
| Перу                 | 3       |
| Швейцария            | 3       |
| Египет               | 2       |
| Албания              | 2       |
| Босния и Герцеговина | 2       |

| Государство      | Граждан |
| ---------------- | ------- |
| Нидерланды       | 2       |
| Польша           | 2       |
| Республика Корея | 2       |
| Аргентина        | 1       |
| Бельгия          | 1       |
| Финляндия        | 1       |
| Италия           | 1       |
| Люксембург       | 1       |
| Филиппины        | 1       |
| Швеция           | 1       |
| Испания          | 1       |

## Последующие события
Чтобы соблюсти требования, указанные в решении Конституционного суда Германии от 12 июня 1994 года в отношении экстренных операций,, 18 марта кабинет министров постановил вынести на заседание бундестага предложение о получении мандата на проведение данной операции post factum. В тот же день предложение было отправлено президенту бундестага Рите Зюсмут (ХДС). Письмо, в частности, содержало краткое изложение причин, по которым правительство сочло ситуацию экстренной, и список подразделений, принимавших участие в операции.
Предложение было внесено в повестку следующего пленарного заседания бундестага 19 марта первым дополнительным пунктом. В рамках обычной процедуры предложение в этот день было отправлено на заключение в соответствующие комитеты: юридический (нем. Rechtsausschuss), по обороне (нем. Verteidigungsausschuss) и по иностранным делам (нем. Auswärtiger Ausschuss). После рассмотрения предложения все комитеты рекомендовали бундестагу принять его. При этом голосование членов партий в разных комитетах не было единообразным.
| \| \| Юридический комитет \| Комитет по обороне \| Комитет по иностранным делам \| \| -------------- \| ------------------- \| ------------------------------ \| ------------------------------------------------------------- \| \| «За» \| ХДС[П 1], СДПГ[П 2] \| ХДС[П 1], СвДП[П 1], СДПГ[П 2] \| ХДС[П 1], СвДП[П 1], СДПГ[П 2], 2 члена партии «Зелёные»[П 2] \| \| «Против» \| ПДС[П 2] \| \| \| \| «Воздержались» \| Зелёные[П 2] \| ПДС[П 2] \| ПДС[П 2], 1 член партии «Зелёные»[П 2] \| \| Отсутствовали \| СвДП[П 1] \| Зелёные[П 2] \| \| |                     |                    |                                           |
| 1. 2. |                     |                    |                                           |
| | Юридический комитет | Комитет по обороне | Комитет по иностранным делам              |
| «За» | ХДС, СДПГ           | ХДС, СвДП, СДПГ    | ХДС, СвДП, СДПГ, 2 члена партии «Зелёные» |
| «Против» | ПДС                 |                    |                                           |
| «Воздержались» | Зелёные             | ПДС                | ПДС, 1 член партии «Зелёные»              |
| Отсутствовали | СвДП                | Зелёные            |                                           |

После бурных дебатов 20 марта бундестаг голосами правящих партий ХДС и СвДП при поддержке большинства членов оппозиционных партий СДПГ и «Зелёные» одобрил проведение данной операции. Большинство членов ПДС голосовало против предложения правительства..
| \| \| «За» \| «Против» \| «Воздержались» \| \| -------------- \| ----------- \| ----------- \| -------------- \| \| ХДС[П 1] \| единогласно \| - \| - \| \| СвДП[П 1] \| единогласно \| - \| - \| \| СДПГ[П 2] \| большинство \| 2 депутата \| - \| \| «Зелёные»[П 2] \| большинство \| 1 депутат \| 6 депутатов \| \| ПДС[П 2] \| - \| большинство \| 7 депутатов \| |             |             |                |
| 1. 2. |             |             |                |
| | «За»        | «Против»    | «Воздержались» |
| ХДС | единогласно | -           | -              |
| СвДП | единогласно | -           | -              |
| СДПГ | большинство | 2 депутата  | -              |
| «Зелёные» | большинство | 1 депутат   | 6 депутатов    |
| ПДС | -           | большинство | 7 депутатов    |

Дальнейшая дестабилизация обстановки в Албании привела к тому, что правительство Албании 22 марта обратилось к Италии с просьбой об интервенции с целью восстановления порядка в стране. Однако министры иностранных дел ЕС отрицательно отнеслись к идее самостоятельного военного вмешательства Италии. 27 марта ОБСЕ одобрило план многонационального миротворческого контингента, однако потребовало наличия мандата Совета Безопасности ООН на проведение операции. 28 марта итальянская делегация внесла на рассмотрения СБ ООН проект резолюции по ситуации в Албании, предусматривавшей, среди прочего, создание миротворческого контингента. В тот же день резолюция СБ ООН 1101 была принята 14 голосами «за» при одном «воздержался». Представитель Китая в СБ ООН заявил, что его страна считает, что происходящее является внутренним делом Албании, а сложившаяся ситуация не подпадет под действия главы VII Устава ООН. Тем не менее, учитывая просьбу правительства Албании о вмешательстве, Китай решил не использовать своё право вето при голосовании и воздержался.. 30 марта парламент Албании одобрил размещение международного контингента на территории страны.
12 апреля началась операция «Альба» («Рассвет»), в рамках которой международный миротворческий контингент, насчитывавший 5930 солдат из 8 стран, занялся организацией и охраной путей, по которым в страну начали поступать продукты, медикаменты и гуманитарная помощь. 2500 человек из состава контингента были итальянцами, 1000 человек отправило правительство Франции. 15 мая при посредничестве специального посланника ОБСЕ в Албании, бывшего канцлера Австрии Франца Враницки было принято новое избирательное законодательство. На выборах в конце июня — начале июля 1997 года избирательный блок, в которых вошли социалисты, социал-демократы и либералы, получил абсолютное большинство в парламенте. На поднимавшийся на выборах по инициативе короля Албании в изгнании Леки Зогу вопрос о форме правления 64,2 % избирателей высказались против введения в стране конституционной монархии.